# Ginoria arborea
Ginoria arborea är en fackelblomsväxtart som beskrevs av Nathaniel Lord Britton. Ginoria arborea ingår i släktet Ginoria och familjen fackelblomsväxter. Inga underarter finns listade i Catalogue of Life.